# Międzynarodowa Unia Demokratyczna
Międzynarodowa Unia Demokratyczna  (ang. International Democrat Union, IDU) – organizacja międzynarodowa, skupiająca konserwatywne i chrześcijańsko-demokratyczne partie polityczne. Została założona w roku 1983. 
Do Unii należą 54 partii, m.in.:
- Demokratyczna Partia (Albania),
- Liberalna Partia (Australia),
- Austriacka Partia Ludowa (Austria),
- Partia Akcji Demokratycznej (Bośnia i Hercegowina),
- Związek Sił Demokratycznych (Bułgaria),
- Chorwacka Wspólnota Demokratyczna (Chorwacja),
- Zgromadzenie Demokratyczne (Cypr),
- Obywatelska Partia Demokratyczna (Czechy)
- Konserwatywna Partia Ludowa (Dania),
- Związek Ojczyźniany i Res Publica (Estonia),
- Partia Koalicji Narodowej (Finlandia),
- Unia na rzecz Ruchu Ludowego (Francja),
- Nowa Demokracja (Grecja),
- Zjednoczony Ruch Narodowy (Gruzja),
- Partia Ludowa (Hiszpania),
- Partia Niepodległości (Islandia),
- Partia Liberalno-Demokratyczna (Japonia),
- Konserwatywna Partia (Kanada),
- Partia Demokratyczna (Kenia),
- Kolumbijska Partia Konserwatywna (Kolumbia),
- Saenuri (Korea Południowa),
- Związek Ojczyzny (Litwa),
- WMRO-DPMNE (Macedonia),
- Partia Liberalno-Demokratyczna (Mołdawia),
- Unia Chrześcijańsko-Demokratyczna (Niemcy),
- Unia Chrześcijańsko-Społeczna (Niemcy),
- Partia Konserwatywna (Norwegia),
- Nowozelandzka Partia Narodowa (Nowa Zelandia),
- Centrum Demokratyczne i Społeczne – Partia Ludowa (Portugalia),
- Kuomintang (Republika Chińska),
- Narodowy Sojusz Republikański (Salwador),
- Demokratyczna Partia Serbii,
- Słoweńska Partia Demokratyczna (Słowenia),
- Umiarkowana Partia Koalicyjna (Szwecja),
- Europejska Partia Ludowa (Unia Europejska),
- Partia Europejskich Konserwatystów i Reformatorów (Unia Europejska),
- Partia Republikańska (USA),
- Fidesz (Węgry),
- Partia Konserwatywna (Wielka Brytania).

Kilka partii ma status ugrupowań stowarzyszonych Unii. Są to m.in.:
- Białoruski Front Ludowy (Białoruś),
- Zjednoczona Partia Obywatelska (Białoruś),
- Nowa Prawica (Gruzja),
- Partia Narodowa (Malta),
- RENAMO (Mozambik),
- Sojusz Demokratyczny Turnhalle (Namibia),
- Batkiwszczyna (Ukraina).